# Jan Erik Østergaard
Jan Erik Østergaard (Øster Nykirke, 20 de febrero de 1961) es un deportista danés que compitió en ciclismo de montaña en la disciplina de campo a través. Ganó dos medallas de bronce en el Campeonato Mundial de Ciclismo de Montaña entre los años 1993 y 1995.

## Palmarés internacional
| Campeonato Mundial | Campeonato Mundial    | Campeonato Mundial | Campeonato Mundial |
| Año                | Lugar                 | Medalla            | Competición        |
| ------------------ | --------------------- | ------------------ | ------------------ |
| 1993               | Métabief (Francia)    | Medalla de bronce  | Campo a través     |
| 1995               | Kirchzarten (Austria) | Medalla de bronce  | Campo a través     |